# Эффект Барнетта
Эффе́кт Ба́рнетта — усиление намагниченности вращающегося ферромагнетика вдоль оси его вращения. Открыт Сэмюэлем Барнеттом в 1909 году. Эффект показывает связь атомных магнитных моментов с механическими моментами. Эффект обратен эффекту Эйнштейна — де Хааза.